# Svecia

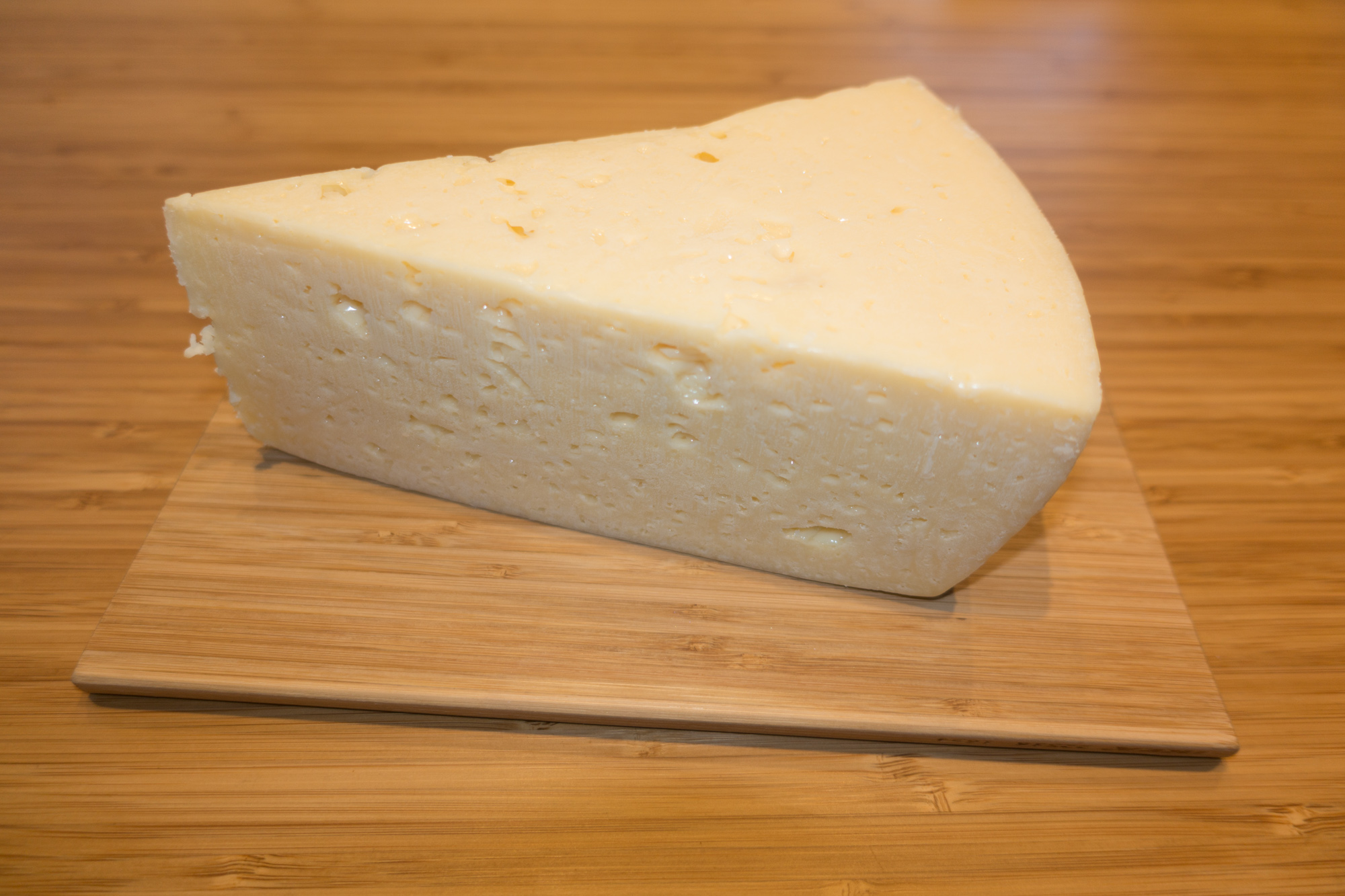
Svecia.

Svecia, sveciaost, är en svensk, grynpipig hårdost med lätt syrlig, frisk smak och gräddig doft.  Namnet kommer från Suecia som är det latinska namnet på Sverige. Namngivningen gjordes 1920 för att få ett samlingsnamn på flera likartade landskapsostar och 1997 blev Svecia den första svenska skyddade matprodukten för EU:s lista över skyddade matprodukter. Tillsammans med skånsk spettekaka, öländska bruna bönor, Parmaskinka och Bayerisches Bier, fick Svecia Skyddad Geografisk Beteckning enligt EU:s förordning om geografiskt skydd, och det innebär att Svecia bara får tillverkas i Sverige på svensk mjölk.
Om spiskummin och ibland även kummin och kryddnejlika tillsätts till sveciaosten kallas den kryddost.